# Rezerwat przyrody Biesiec
Rezerwat przyrody Biesiec – leśny rezerwat przyrody położony na terenie powiatu strzeleckiego, w gminie Leśnica, w województwie opolskim. Obszar chroniony został powołany w 2001 r. w celu zachowania ze względów naukowych i dydaktycznych zbiorowiska lasu bukowego z rzadkimi i podlegającymi ochronie prawnej gatunkami roślin. Rezerwat położony jest między miejscowościami Ligota Dolna i Góra Św. Anny, w granicach Parku Krajobrazowego Góra Świętej Anny oraz ostoi siedliskowej Natura 2000 „Góra Świętej Anny”.
Rezerwat zajmuje dwa płaty terenu o łącznej powierzchni 24,66 ha (akt powołujący podawał 24,46 ha). Rezerwat graniczy bezpośrednio z autostradą A4. Już rok po ustanowieniu rezerwatu planowane było jego powiększenie do 40 ha, jednak plany te nie zostały zrealizowane (stan na 2019 r.).
Rezerwat leży na terenie Nadleśnictwa Strzelce Opolskie. Nadzór sprawuje Regionalny Dyrektor Ochrony Środowiska w Opolu. Na mocy obowiązującego planu ochrony ustanowionego w 2016 roku (z późniejszymi zmianami), obszar rezerwatu objęty jest ochroną ścisłą.

## Rzeźba terenu i szata roślinna
Rezerwat obejmuje dwa wzniesienia z licznymi wychodniami wapienia: Biesiec (350 m n.p.m.) i Wysocką Górę (385 m n.p.m.). Odsłaniają się tu wapienie środkowego triasu (formacja górażdżańska), tworzące niewielkie (do 3 m wysokości) skałki.
Teren rezerwatu porastają lasy bukowe, który tworzy cztery zbiorowiska roślinne, a jednocześnie chronione siedliska przyrodnicze: małopolską buczynę storczykową (Fagus sylvatica-Cruciata glabra), kwaśną buczynę niżową, żyzną buczynę niżową i żyzną buczynę sudecką. Na terenie rezerwatu stwierdzono występowanie wielu chronionych i rzadkich roślin naczyniowych:
- lilia złotogłów
- wawrzynek wilczełyko
- pokrzyk wilcza jagoda
- pierwiosnek lekarski
- paprotka zwyczajna
- śnieżyczka przebiśnieg
- wyka leśna
- zanokcica skalna
- czerniec gronkowy
- kruszczyk szerokolistny
- kruszczyk siny
- kruszczyk rdzawoczerwony
- buławnik mieczolistny
- buławnik wielkokwiatowy
- żłobik koralowy

Występują tutaj rzadkie gatunki grzybów:
- gwiazdosz potrójny
- gwiazdosz frędzelkowany
- czarka szkarłatna

## Turystyka
Pomiędzy dwoma płatami rezerwatu przebiega szlak turystyczny oraz ścieżka przyrodnicza „Z Góry Św. Anny do Ligoty Dolnej przez Żyrową”.